# スティーブ・マーティンのロンリー・ガイ
『スティーブ・マーティンのロンリー・ガイ』（The Lonely Guy）は、1983年に製作されたアーサー・ヒラー監督、スティーヴ・マーティン主演のコメディ映画である。

## 概要
米人気テレビ番組『サタデー・ナイト・ライブ』で人気を博していたスティーヴ・マーティンが主演の異色コメディ映画の本作。恋人にもふられ、誰からも愛されず、誰からも必要とされないという“孤独”に生きることを余儀なくされた寂しい男の悲喜劇である。『孤独』がテーマなだけに、現代社会に生きる日本人から見ても共感できる部分が多い。監督を務めるのは、カナダ出身の映画監督、アーサー・ヒラー。ブルース・ジェイ・フリードマンによる原作を、ニール・サイモンらが脚本に仕上げた。

## あらすじ
大都会ニューヨーク。とある広告会社に勤める作家志望のラリー（スティーヴ・マーティン）はある日、恋人のダニエルから思わぬ裏切りに合い家を追い出されてしまう。渋々と公園のベンチに座っていると、哀愁漂う中年男のウォーレン（チャールズ・グローディン）と出会う。ウォーレンは“ロンリー・ガイ”という孤独な人種たちの存在をラリーに告げる。後にラリーはウォーレンと仲良くなるのだが、ウォーレンは筋金入りのロンリー・ガイだった。ある時はパーティーという名目で等身大の有名人ポスターを部屋中に立てかけて一人でまとまっていたり、ある時は部屋にある観葉植物に話しかけたり。そんなウォーレンにラリーは徐々に影響されていく。だが、そんなラリーだったがある日、アイリス（ジュディス・アイヴィー）という女性に出会う。満を持してアイリスに自分の気持ちを伝えるも、あえなくノックアウト。ますます悲惨になる自分の人生を嘆いたラリーは、自分の体験をもとにロンリー・ガイ向けの本を執筆。その本はたちまち共感者を獲得し、ラリーもベストセラー作家へと変身するのだが…。

## キャスト
※括弧内は日本語吹替
- ラリー・ハバード - スティーヴ・マーティン（堀秀行）
- ウォーレン・エヴァンス - チャールズ・グローディン（佐々木敏）
- アイリス - ジュディス・アイヴィー（佐々木優子）
- ジャック・フェンウィック - スティーヴ・ローレンス
- ダニエル - ロビン・ダグラス（田中敦子）
- マーヴ・グリフィン（小川真司）
- ジョイス・ブラザース

## スタッフ
- 監督：アーサー・ヒラー
- 原作：ブルース・ジェイ・フリードマン　『The Lonely Guy's Book of Life』より
- 製作：アーサー・ヒラー
- 脚本：ニール・サイモン、エド・ワインバーガー、スタン・ダニエルズ
- 音楽：ジェリー・ゴールドスミス
- 撮影：ヴィクター・J・ケンパー
- 編集：ウィリアム・レイノルズ